# Água (filme)
Água (em hindi:  वाटर; em inglês:  Water) é um filme indo-canadense de 2005 escrito e dirigido por Deepa Mehta. O enredo se passa em 1938 e conta a história das viúvas isoladas em um ashram em Varanasi, Índia. O filme é a terceira parte de uma trilogia que inclui os filmes Fire (1996) e Earth (1998).
Os papéis principais foram executados por Seema Biswas, Lisa Ray, John Abraham e Sarala Kariyawasam. Kulbhushan Kharbanda, Waheeda Rehman, Raghuvir Yadav e Vinay Pathak foram atores coadjuvantes. A trilha sonora foi produzida por Mychael Danna e as músicas foram compostas por A. R. Rahman, com letras de Sukhwinder Singh. A cinematografia ficou por conta de Giles Nuttgens, que trabalhou com Deepa Mehta em vários outros filmes.

## Elenco
- Seema Biswas - Shakuntala
- Lisa Ray - Kalyani
- John Abraham - Narayan
- Waheeda Rehman - Bhagavati, mãe de Narayan
- Sarala Kariyawasam - Chuyia
- Buddhi Wickrama - Baba
- Ronica Sajnani - Kunti
- Manorama - Madhumati
- Rishma Malik - Snehalata
- Meera Biswas - Gyanvati
- Vidula Javalgekar - Patiraji
- Daya Alwis - Saduram
- Raghuvir Yadav - Gulabi
- Vinay Pathak as Rabindra
- Kulbhushan Kharbanda - Sadananda
- Gerson Da Cunha - Seth Dwarkanath
- Mohan Jhangiani - Mahatma Gandhi
- Zul Vilani - Mahatma Gandhi (voz)